# Hugo Margenat Mediavilla
Hugo Margenat Mediavilla (San Juan, 10 d'octubre de 1933 - 7 d'abril de 1957) fou un poeta i polític porto-riqueny.
Fill del periodista i poeta Alfredo Margenat (1907-1987) i de Maria Cristina Mediavilla, va estudiar a l'escola superior Central High School de Santurce on, el 1954, mentre cursava el seu quart any, va ser cridat al servei militar obligatori de l'Exèrcit dels Estats Units. Va considerar negar-se, però la seva mare el va convèncer del contrari. Aquesta polèmica va aparèixer en l'àmplia correspondència que va mantenir amb el premi nobel de literatura (1956) i professor de la Central High School i la Universitat de Puerto Rico, Juan Ramón Jiménez (1881-1958). Mentre va estar a l'exèrcit va estar matriculat a la Universitat Catòlica de Ponce i en aquest període va fer les seves primeres publicacions: Luz apagada (1954) i Intemperie (1955) editades per Ramon Felipe Medina López.
Hugo Margenat va morir als 23 anys de meningitis tuberculosa, el 7 d'abril de 1957. A l'any següent de la seva mort es va publicar el seu tercer llibre, Mundo Abierto, el qual va ser considerat pel poeta Juan Ramón Jiménez una de les obres de poesia porto-riquenya més importants. El 1961, es va publicar Ventana hacia lo último. L'Institut de Cultura Porto-riquenya va publicar posteriorment Obras Completas (1974), recopilat per Manuel Torres Santiago, que inclou: Primeros poemas (Indicios) (1950-1951), Breves palabras de las horas prietas (1952-1953) Estancia Oscura (1952- 1957), Vibraciones de aire y tierra (1953-1954), Ventana hacia lo último (1953-1956), Luz apagada (1954), Intemperie (1955), Mundo abierto (1958) i alguns poemes: Erosavia, Las horas de la tierra, Tres voces de la sangre, Llama del cielo roto, Los brazos y el mundo.